# 青木康
青木 康（あおき こう、1978年1月23日 - ）は、日本の俳優。
千葉県出身。身長174cm。血液型B型。趣味は囲碁、将棋、麻雀。特技はスノーボード、カクテル作り。スターダストプロモーションその後、2019年よりエース所属。

## 出演

### 映画
- スロウマップ 猪俣ユキ監督 （2005年製作）

### ドラマ
- 悪いオンナ「シャッフル」 （2000年 TBS）
- ブラック・ジャック （2000年 TBS）
- ツーハンマン （2002年 テレビ朝日）
- 14ヶ月〜妻が子供に還っていく〜 （2003年 日本テレビ）
- 火曜サスペンス劇場 朝日岳之助21 （2004年2月10日 日本テレビ）
- 赤い疑惑（2005年 TBS）

### バラエティー
- 世界ウルルン滞在記 (2000･2001年 TBS)

### CM
- 全日空 （2002年）
- KDDI 『バードウォッチング篇』 部下役 飯田孝男と共演 （2002年）
- セブン・イレブン・ジャパン （2004年）